# Strabag
Strabag es un grupo de empresas internacional dedicada a la tecnología en la construcción con base en Viena, Austria (anteriormente estaba basada en Spittal an der Drau, Austria). Es la compañía de construcción de Austria más grande en base a ingresos. 

## Historia
El negocio tiene sus orígenes en dos empresas: Lerchbaumer, fundada en 1835 por Anton Lerchbaumer y rebautizada en 1954 como ILBAU y Strassenwalzenbetrieb, fundada en 1895 conocida como STRABAG desde 1930. Las dos empresas pasaron a manos de BIBAG Bauindustrie Beteilingungs Aktiengesellschaft (que posteriormente se renombraría a Strabag SE) – una compañía que cotiza en la Bolsa de Viena – en 1998. El grupo adquirió en 1999 la empresa Strubag en 1999 y una participación mayoritaria de Ed. Züblin en 2005.

## Estructura
La compañía está organizada en las siguientes divisiones: Edificios e Ingeniería de construcción, Construcción de caminos, túneles y servicios y compañías de servicios.
Las siguientes compañías están afiliadas:
- ZÜBLIN AG
- DYWIDAG
- HEILIT+WOERNER
- CRNAGORAPUT (Montenegro)
- MISCHEK
- ZIPP
- NCC
- Nostra Cement Kft.
- Kliplev Motorway Group[4]

## Proyectos de importancia

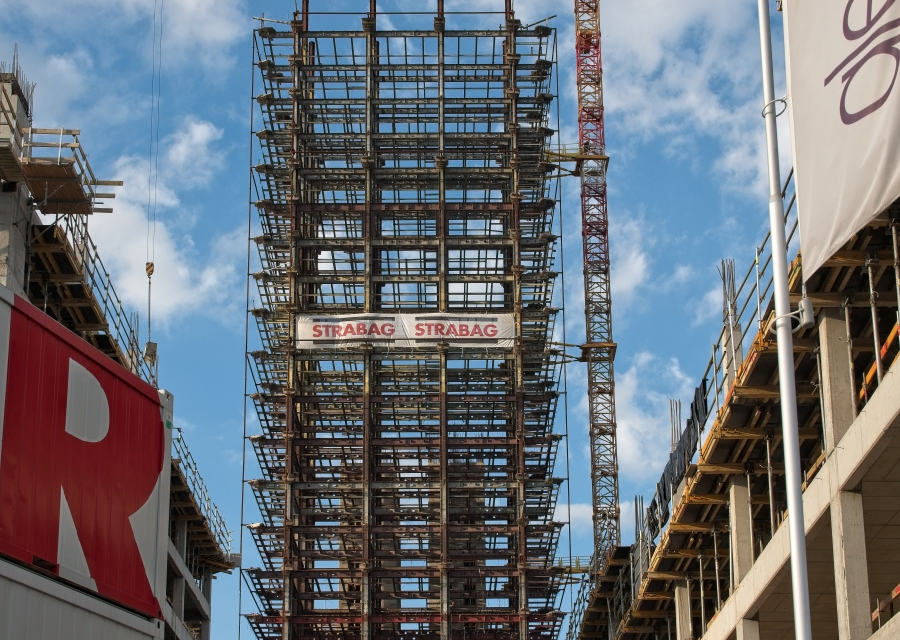
Cimientos de edificio en construcción.

Cabe destacar algunos proyectos como el Faro de Alte Weser, finalizado en 1964, El Aeropuerto Internacional de Basora en Irak finalizado en 1988, el Metro de Copenhague finalizado en 2002, la segundo túnel de Manapouri finalizado en 2002, la segunda terminal del aeropuerto de Sofía completado en 2006 y el túnel de Vrmac en Montenegro, completado en 2007.
Strabag está actualmente desarrollando otros proyectos de importancia como el tercer hidrotúnel de Niagara, cuya finalización está programada para 2013. y la construcción del túnel de Limerick, que se extiende desde el cinturón de Limerick con la carretera N69, bajo el río Shannon, permitiendo así la conexión por carretera con la N18 Ennis road, programado para 2010.